# オクタヴィアレコード
株式会社オクタヴィア・レコード(Octavia Records Inc.)は、日本のレコードレーベル。

## 概要
主にクラシック音楽を扱う。特に高音質Super Audio CDは、評論家、オーディオマニアからの評価が高いことで知られる。

## 主な取引先
- フジテレビジョン
- ソニー
- カジマビジョン
- タワーレコード
- HMV
- 石丸電気
- 山野楽器
- その他大手レコード店

他

## 主な契約アーティスト
- 小林研一郎
- ウラディーミル・アシュケナージ
- エド・デ・ワールト
- ズデニェク・マーツァル
- ゲルト・アルブレヒト
- ヤープ・ヴァン・ズヴェーデン
- エリアフ・インバル
- ミッシャ・マイスキー

### オーケストラ

#### 日本
- NHK交響楽団
- 読売日本交響楽団
- 日本フィルハーモニー交響楽団
- 大阪フィルハーモニー交響楽団

他

#### 海外
- チェコ・フィルハーモニー管弦楽団
- オランダ放送フィルハーモニー管弦楽団
- アーネム・フィルハーモニー管弦楽団
- ピッツバーグ交響楽団

他